# Kant-Studien
Die Kant-Studien sind eine vierteljährlich erscheinende Zeitschrift der Kant-Gesellschaft.
Die Zeitschrift wurde 1896 von Hans Vaihinger ins Leben gerufen. Nach dem Zweiten Weltkrieg wurden sie von Gottfried Martin zunächst gemeinsam mit Paul Menzer, dann für 15 Jahre alleinverantwortlich herausgegeben.

1969 wechselte die Herausgeberschaft auf Wunsch Gottfried Martins. 
... hat der verdienstvolle Neubegründer der Kant-Studien nun Gerhard Funke gebeten, an seiner Stelle die Herausgeberschaft der Kant-Studien zu übernehmen, und ihm zugleich zugesichert, dass er ihn mit seinem Rat und seinem Beistand in seiner Arbeit unterstutzen und so die kontinuierliche Fortführung der Zeitschrift gewährleisten werde. Unter Zustimmung von Gottfried Martin hat Gerhard Funke dann Joachim Kopper als Mitherausgeber gewonnen. Beide haben dem ehrenvollen Ansinnen entsprochen und übernehmen von diesem Jahrgang an die Schriftleitung der Zeitschrift.
Ein weiteres bekanntes Mitglied der Redaktion der Kantian Studien war der amerikanische Philosoph Lewis White Beck an der University of Rochester. Beck war auch Autor mehrerer Artikel, die in Kant-Studien veröffentlicht wurden.
Heute werden die Kant-Studien von Manfred Baum, Bernd Dörflinger und Heiner Klemme herausgegeben. Die Redaktion ist in der Kant-Forschungsstelle der Universität Mainz angesiedelt.
Die Kant-Studien widmen sich in erster Linie der Philosophie Kants, aber auch anderen, damit in Beziehung stehenden philosophischen Ansätzen.
Neben dem umfangreichen Rezensionsteil erscheint in den Kant-Studien jährlich auch eine umfassende Kant-Bibliographie.